# Goolgowi
Goolgowi är en ort i Australien. Den ligger i kommunen Carrathool och delstaten New South Wales, i den sydöstra delen av landet, omkring 510 kilometer väster om delstatshuvudstaden Sydney. Antalet invånare är 391.
Trakten runt Goolgowi är nära nog obefolkad, med mindre än två invånare per kvadratkilometer..
Omgivningarna runt Goolgowi är i huvudsak ett öppet busklandskap. Genomsnittlig årsnederbörd är 460 millimeter. Den regnigaste månaden är februari, med i genomsnitt 84 mm nederbörd, och den torraste är oktober, med 8 mm nederbörd.